# Grégory Sertić
Grégory Sertić (Brétigny-sur-Orge, 5 augustus 1989) is een Frans-Kroatisch voetballer. Hij verruilde Girondins de Bordeaux in januari 2017 voor Olympique Marseille.

## Clubcarrière
De Kroatische grootvader van Sertić, Milan, kwam uit Kamenice nabij Brinje, waar hij aan het einde van de Tweede Wereldoorlog vertrok om zich te vestigen in Le Havre. Daar ontmoette hij zijn toekomstige Franse echtgenote uit Marseille, waarmee hij Jean (Ivan) kreeg, de vader van Sertić.
Sertić begon met voetballen bij een paar kleine lokale clubjes voor hij werd opgepikt door de voetbalacademie INF Clairefontaine. Daar verbleef hij twee seizoenen voor hij de overstap maakte naar Girondins de Bordeaux. Onder trainer Laurent Blanc debuteerde Sertić in het betaalde voetbal. Dat gebeurde op 11 november 2008 in de bekerwedstrijd tegen En Avant Guingamp. Pas in april 2009 maakte hij zijn competitiedebuut tegen Stade Rennais. De week daarop stond Sertić tussen de elf basisspelers en wist zijn eerste basisplaats te bekronen met een doelpunt.
In het seizoen 2010/11 werd hij verhuurd aan RC Lens. Hij maakte zijn debuut in het roodgeel in de verloren wedstrijd tegen OSC Lille. Het seizoen daarop keerde hij weer terug in Bordeaux en ging hij een vast onderdeel van de selectie uitmaken.
Op 15 december 2013 werd Sertić in de wedstrijd tegen Valenciennes FC gewisseld in de negenenvijftigste minuut, nadat hij slachtoffer werd van een aanval van tachycardie. Sertić kwam er vanaf zonder complicaties, toen zijn hart weer het normale ritme oppakte. Na de wedstrijd tegen Valenciennes FC onderging de Franse Kroaat een kleine operatie aan zijn hart, waardoor hij het grootste deel van de maand januari niet kon spelen. Sertić was de doelpuntenmaker van het mooiste doelpunt van de Franse Ligue 1 in november 2013, volgens de lezers van de Franse sportkrant L'Equipe. In de wedstrijd tegen OGC Nice op 3 november 2013 scoorde Sertić zijn tweede competitiedoelpunt van het seizoen in de eenendertigste minuut van de wedstrijd vanaf dertig meter afstand.

## Statistieken
| Seizoen | Club                  | Land      | Competitie | Duels | Doelp. |
| ------- | --------------------- | --------- | ---------- | ----- | ------ |
| 2008/09 | Girondins de Bordeaux | Frankrijk | Ligue 1    | 6     | 1      |
| 2009/10 | Girondins de Bordeaux | Frankrijk | Ligue 1    | 12    | 0      |
| 2010/11 | → RC Lens             | Frankrijk | Ligue 1    | 23    | 0      |
| 2011/12 | Girondins de Bordeaux | Frankrijk | Ligue 1    | 18    | 0      |
| 2012/13 | Girondins de Bordeaux | Frankrijk | Ligue 1    | 26    | 0      |
| 2013/14 | Girondins de Bordeaux | Frankrijk | Ligue 1    | 30    | 3      |
| 2014/15 | Girondins de Bordeaux | Frankrijk | Ligue 1    | 27    | 1      |
| 2015/16 | Girondins de Bordeaux | Frankrijk | Ligue 1    | 1     | 0      |
| 2016/17 | Girondins de Bordeaux | Frankrijk | Ligue 1    | 17    | 1      |
| 2016/17 | Olympique Marseille   | Frankrijk | Ligue 1    | 8     | 0      |
| 2017/18 | Olympique Marseille   | Frankrijk | Ligue 1    | 7     | 0      |
| Totaal  | Totaal                | Totaal    | Totaal     | 175   | 6      |

## Internationale carrière
In mei 2009 maakte Sertić zijn debuut in Frankrijk -21. In dat jaar nam hij met dat team deel aan Toulon Espoirs-toernooi. Sinds maart 2013 is hij ook in het bezit van een Kroatisch paspoort waardoor hij ook voor Kroatië kan uitkomen. In mei 2013 bevestigde Sertić officieel tegenover de Franse media dat hij definitief voor Kroatië zal uitkomen. Sertić verwachtte een oproep van bondscoach Igor Štimac voor de wedstrijd tegen Schotland, maar de Kroatische voetbalbond gaf na de bekendmaking van de selectie aan dat ze het paspoort van Sertić niet hadden ontvangen, waardoor Sertić nog niet opgeroepen kon worden. Later maakte de FIFA echter bekend dat Sertić niet uit kan komen voor Kroatië, omdat hij niet voldoet aan de (naturalisatie)regels.

## Erelijst
| Kampioen Ligue 1      | 1x | 2008/09 |
| Coupe de France       | 1x | 2012/13 |
| Coupe de la Ligue     | 1x | 2008/09 |
| Trophée des Champions | 1x | 2009    |